# Ladon (créature fantastique)
Pour les articles homonymes, voir Ladon.
Œuvres principales
Les douze travaux d'Hercule
Dans la mythologie grecque, Ladon (en grec ancien : Λάδων / Ládōn) est un reptile imaginaire, fils d'Échidna et de Typhon (ou de Phorcys et de Céto, selon les versions). Il est doté de cent têtes, chacune parlant dans une langue différente. 
Envoyé par Héra pour protéger les pommes d'or du jardin des Hespérides, il est tué par Héraclès lors d'un de ses douze travaux (pour le onzième). Pour le remercier de ses loyaux services, Héra place sa dépouille dans le ciel, là où se trouve désormais la Constellation du Dragon.

## Dans la culture populaire
- Dans la série Percy Jackson (2005–2015), Ladon est le responsable de la cicatrice de Luke et donc indirectement le responsable de sa haine envers les dieux.
- Dans Shazam! La Rage des Dieux (2023), Ladon est un dragon de bois qui obéit à Kalypso, fille d'Atlas.